# Park Avenue Plaza
Der Park Avenue Plaza ist ein Wolkenkratzer in Manhattan in New York City, USA. Der Büroturm wurde für das Immobilienunternehmen Fisher Brothers errichtet.

## Beschreibung
Das Gebäude befindet sich in Midtown Manhattan mittig in einem Stadtblock, der im Norden von der East 53rd Street, im Osten von der Park Avenue, im Süden von der East 52nd Street und im Westen von der Madison Avenue begrenzt ist. Zwischen dem Büroturm und der Park Avenue steht das historische Gebäude vom „Racquet & Tennis Club“. Bekannte Nachbargebäude sind nördlich das Lever House und gegenüber in der Park Avenue das Seagram Building.
Das 175 Meter (574 Fuß) hohe Bürohochhaus wurde vom Architekten Raúl de Armas von Skidmore, Owings and Merrill geplant und besitzt 44 Stockwerke. Das Gebäude hat einen 15-seitigen Grundriss mit breiten diagonalen Fassaden im Nordosten und Südosten sowie einer tiefen Einkerbung im Osten. Der Turm besitzt eine blaugrün getönte Glasfassade. Die ersten zehn Stockwerke umfassen eine Lobby, ein Atrium und mechanische Etagen. Erst ab dem elften Stockwerk sind die Büroeinheiten untergebracht, sodass sie wegen dem bis zum zehnten Stockwerk reichenden „Racquet & Tennis Club-Gebäude“ freie Sicht zur Park Avenue haben. Die Eingänge befinden sich in der 52nd und 53rd Street. Das geschlossene 9,1 m hohe Atrium an der Basis verbindet die beiden Eingänge und bildet den Zugang zu den Aufzügen. Lobby und Atrium auf insgesamt 4200 m² wurden 2016 umfassend renoviert und modernisiert. Der Büroturm ist eines von 42 Gebäuden in Manhattan, die 2019 eine eigene Postleitzahl (Zip Code) erhielten. Dem Park Avenue Plaza wurde der ZIP-Code „10055“ zugewiesen.
Fisher Brothers betreibt als Mehrheitseigentümer das Park Avenue Plaza seit der Eröffnung des Gebäudes im Jahr 1981. First Boston, ein Hauptmieter, besaß bis 1987 eine Minderheitsbeteiligung an dem Gebäude. Die in Boston ansässige Rockpoint Group kaufte 2010 einen Anteil von 49 % und verkaufte ihn 2011 an SOHO China. Die beiden Eigentümer treten gemeinsam als Park Avenue Plaza Owner LLC auf. Hauptmieter sind das britische Versicherungsunternehmen Aon plc und die Investmentgesellschaft BlackRock.

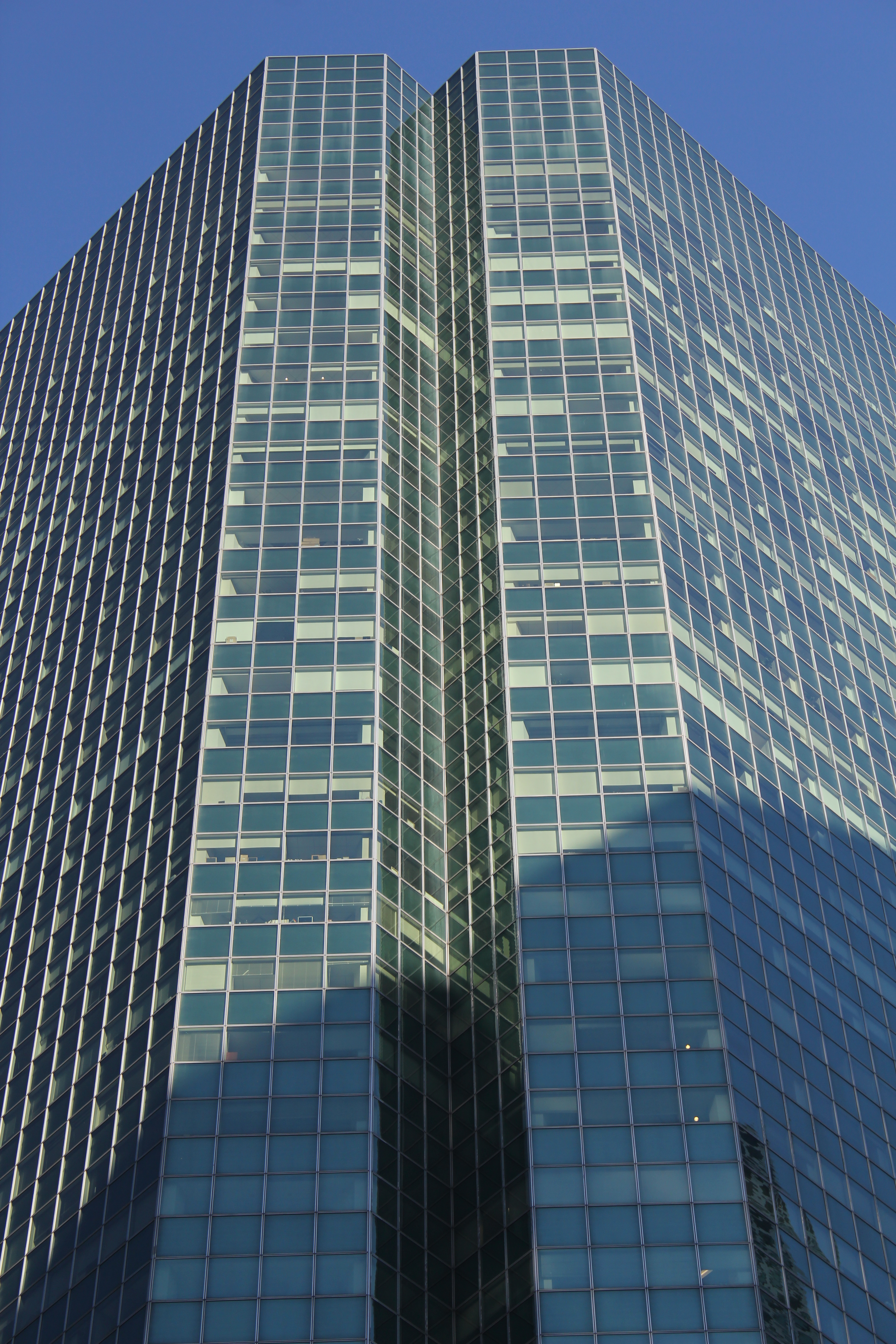
Fassadenansicht mit der Einkerbung an der Ostseite